# تيرينس لونغ
تيرينس لونغ (بالإنجليزية: Terrence Long)‏ هو لاعب كرة قاعدة أمريكي، ولد في 29 فبراير 1976 في مونتغومري في الولايات المتحدة.

## وصلات خارجية
- تيرينس لونغ على موقع دوري كرة القاعدة الرئيسي (الإنجليزية)
- تيرينس لونغ على موقعبيزبول رفرنس.كوم (الدوري الرئيسي) (الإنجليزية)
- تيرينس لونغ على موقعبيزبول رفرنس.كوم (الدوري الثانوي) (الإنجليزية)
- تيرينس لونغ على موقع مشجعي الرسوم البيانية (الإنجليزية)